# Campeonato Citadino de Sorocaba de 1944
O Campeonato de Futebol da Liga Sorocaba de Futebol (LISOFU) de 1944 foi a nona edição do Campeonato Citadino de Sorocaba.
Disputada entre 2 de Abril e 29 de Outubro daquele ano, teve o São Bento como campeão e o Votorantim na segunda colocação. O campeonato foi decido num série de melhor de três jogos entre o São Bento e o Votorantim, que empataram em pontos juntamente com o Estrada.
Ao todo, foram 33 jogos, com 102 gols marcados (uma média de 3,09 por jogo).
Antes do Campeonato Citadino houve um Torneio Início, promovido pela LISOFU, onde se sagrou vencedor o Estrada.

## Participantes
- Estrada de Ferro Sorocabana Futebol Clube
- Associação Atlética Palmeiras
- Associação Atlética Scarpa
- Esporte Clube São Bento
- Fortaleza Clube
- Clube Atlético Votorantim

## Tabela
PRIMEIRO TURNO
02/04 - EF Sorocabana 1x0 Fortaleza
09/04 - AA Scarpa 3x0 AA Palmeiras
09/04 - EC Sao Bento 2x4 CA Votorantim
16/04 - CA Votorantim 3x3 EF Sorocabana
16/04 - AA Palmeiras 1x3 EC Sao Bento
23/04 - Fortaleza 1x1 AA Scarpa
23/04 - EC Sao Bento 1x1 AA Scarpa
30/04 - AA Palmeiras 0x2 EF Sorocabana
30/04 - CA Votorantim 0x1 Fortaleza
07/05 - EF Sorocabana 2x0 AA Scarpa
07/05 - EC Sao Bento 2x1 Fortaleza
13/05 - CA Votorantim 4x0 AA Scarpa
14/05 - EF Sorocabana 1x1 EC Sao Bento
14/05 - AA Palmeiras 0x3 Fortaleza
21/05 - CA Votorantim WxO AA Palmeiras
SEGUNDO TURNO
06/08 - Fortaleza 0x1 EF Sorocabana
13/08 - AA Palmeiras 1x0 AA Scarpa
13/08 - CA Votorantim 1x1 EC Sao Bento
20/08 - EF Sorocabana 0x0 CA Votorantim
27/08 - EC Sao Bento 3x1 AA Palmeiras
27/08 - AA Scarpa 2x1 Fortaleza
03/09 - AA Scarpa 1x2 EC Sao Bento
03/09 - EF Sorocabana 4x1 AA Palmeiras
10/09 - Fortaleza 0x1 CA Votorantim
10/09 - AA Scarpa 2x3 EF Sorocabana
17/09 - Fortaleza 1x2 EC Sao Bento
17/09 - AA Scarpa 0x1 CA Votorantim
24/09 - EC Sao Bento 2x0 EF Sorocabana
24/09 - Fortaleza 2x1 AA Palmeiras
01/10 - CA Votorantim 5x0 AA Palmeiras

## Melhor de 3
Primeiro Jogo
| 08 de Outubro | Votorantim                              | 4-1 | São Bento     | Campo do Votorantim |
|               | Walter 12' Chiquito 51', 58' Abílio 75' |     | Guanabara 21' |                     |

Segundo Jogo
| 15 de Outubro | São Bento | 0-0 | Votorantim | Campo do São Bento |
|               |           |     |            |                    |

Terceiro Jogo
| 29 de Outubro | São Bento                                                       | 6-1 (Prorr.) | Votorantim   | Campo da Rua Aparecida |
|               | Ary 16' Guanabara 18' Artur (Contra) 22' Antenor 48', 53', 117' |              | Minguito 71' |                        |

## Classificação final
| 1 | São Bento  | 13 | 18 | 7 | 4 | 2 | 25 | 17 | 8   |
| 2 | Votorantim | 13 | 18 | 7 | 4 | 2 | 24 | 13 | 11  |
| 3 | Estrada    | 10 | 15 | 6 | 3 | 1 | 17 | 7  | 10  |
| 4 | Fortaleza  | 10 | 7  | 3 | 1 | 6 | 10 | 11 | -1  |
| 5 | Scarpa     | 10 | 6  | 2 | 2 | 6 | 10 | 16 | -6  |
| 6 | Palmeiras  | 10 | 2  | 1 | 0 | 9 | 5  | 25 | -20 |
| J - Jogos; PG - Pontos ganhos; V - Vitórias; E - Empates; D - Derrotas; GP - Gols Pró; GC - Gols contra; SG - Saldo de gols |            |    |    |   |   |   |    |    |     |

## Premiação
| Campeão Amador de Sorocaba de 1944 |
| ---------------------------------- |
| São Bento (3º título)              |